# Sowa (Sierra Leona)
Sowa es un municipio (chiefdom) del distrito de Pujehun en la provincia del Sur, Sierra Leona, con una población con una población censada en diciembre de 2015 de 17 136 habitantes.
Se encuentra ubicado al sur del país, junto a la costa del océano Atlántico, el río Mano y la frontera con Liberia.